# Счастливчики (фильм, 1963)
«Счастливчики» (фр. Les veinards) — французская кинокомедия, состоящая из пяти новелл, главными героями которых являются счастливчики, выигравшие главные призы различных лотерей. 

## Сюжет
- Норковая шуба

Жаклин (Мирей Дарк) работает горничной у архитектора Жерома. Однажды, правильно ответив на все вопросы, опубликованные в газете, она выигрывает главный приз — норковую шубу. Теперь всю домашнюю работу она выполняет исключительно в манто, что очень выводит из себя её хозяйку Лауру. Поэтому Лаура отказывается идти с мужем на ужин с одним из его клиентов, Жоржем, когда узнает, что Жером, желая пустить пыль в глаза, похвастался клиенту, что купил ей норковую шубу, надеясь, что она одолжит шубу у служанки. После семейного скандала Жером отправляется на ужин со служанкой, которая войдя в роль его жены, приглашает Жоржа с супругой провести остаток вечера у них. Жером звонит домой и просит жену уйти на пару часов, после чего везет гостей к себе. Дверь им открывает его жена, переодевшаяся в служанку. Жорж настолько очарован Лаурой, что начинает ухаживать за ней на глазах у ревнивого Жерома.
- Шикарный обед

Мсье Бришто выиграл главный приз гастрономической лотереи — ужин в ресторане. Предвкушая прекрасный вечер, он отправляется в ресторан, где его провожают в кабинет, заполненный репортерами. Усадив его за большой стол, окружённый работниками ресторана, ему подносят самые лучшие блюда, но лишь на пару секунд, чтобы фотографы успели сделать снимки счастливого клиента на фоне услужливых официантов. После этой фотосессии его уводят и подсаживают за стол к влюбленной паре. Девушка, желая вызвать ревность у своего друга, начинает кокетничать с Бришто. Происходит небольшая потасовка между ним и ревнивцем, который рвет его конкурсное удостоверение. Обрывки к оплате не принимаются. Когда официант приносит счет, Бришто приходится раскошелиться.
- Кинозвезда

Объявлен радио-телевизионный конкурс, который вызывает большой интерес у мужчин всех возрастов, ведь главный приз — интимный вечер с кинозвездой Патрицией Паддингтон! Имя победителя — Симон Таке (Дарри Коул). Прибыв в апартаменты звезды, заполненные репортерами, он ведет себя очень по-свойски и похоже имеет серьёзные намерения по отношению к Патриции, что выводит из себя организатора конкурса, опекающего звезду. Патриция же очарована нелепым Таке, так как впервые чувствует такое серьёзное отношение к себе. Вечер заканчивается весьма плачевно для организатора и счастливо для молодой пары.
- Яхта

Раскрыв утренний номер газеты, мсье Анри Дюшмен узнает, что выиграл главный приз лотереи — яхту. Он тут же отправляется домой и говорит жене, что должен срочно ехать в Брюссель по делам, а сам звонит Корин — девушке, расположения которой он уже давно безуспешно добивается, и приглашает её в круиз по Средиземному морю на собственной яхте. Корин сразу же соглашается. Единственное, что не учел мсье Дюшмен — это то, что мадам Дюшмен тоже прочитала утреннюю газету и тоже почему-то неожиданно заявила ему утром, что едет навестить свою тетю. Сама же вызвала сотрудника фирмы мужа — красивого молодого человека по имени Филипп, опытного яхтсмена, выигравшего множество регат. Филиппу она предложила оказать ей любезность и доставить яхту, при этом надеясь приятно провести с ним время. Прибыв на место, пары оказываются в одной гостинице в номерах напротив.
- Большой приз

Антуан Борпер (Луи де Фюнес) выигрывает главный приз национальной лотереи — сто миллионов франков. Прибыв из Лиможа в Париж с женой и дочерью, он снимает самый дорогой номер в гостинице, берёт пустой чемодан и отправляется за призом. Наполнив чемодан купюрами, Антуан решает сразу же положить деньги в банк. Но как до него добраться, когда город полон потенциальных грабителей и каждый прохожий наверняка только и мечтает о его чемодане?

## В ролях
- Луи де Фюнес — Антуан Борпер
- Бланшетт Брюно — мадам Борпер
- Мирей Дарк — Жаклин
- Жан Лефевр — моряк
- Жан-Клод Бриали — автомобилист
- Филипп де Брока — прохожий
- Франсис Бланш — Бриштон
- Дарри Коул — Симон Таке
- Жаклин Майан — Элизабет Дюшемен
- Пьер Монди — Анри Дюшемен
- Франсуа Перье — Жером Бюселье
- Ноэль Роквер — ювелир